# Conferencia de los Obispos Católicos del Japón
La Conferencia de los Obispos Católicos de Japón o Catholic Bishops' Conference of Japan (CBCJ) es una institución permanente erigida por la Santa Sede cuyo fin es deliberar sobre asuntos de interés para el conjunto de la Iglesia de Japón y para alentar actividades de acuerdo con las necesidades de los tiempos. Está integrada por los obispos de las diócesis de Japón bajo la autoridad del Papa.

## Historia
Se estableció en 1941 como "Nippon Tenshu Kokyo Kyodan" (El Cuerpo Religioso Católico de Japón), una organización que incluye iglesias y órdenes religiosas católicas, de conformidad con la Ley de Órganos Religiosos de 1940. Más tarde, en 1945, con la promulgación y la ejecución de la Ordenanza de la Corporación Religiosa, se convirtió en "Tenshu Kokyo Kyoku Remmei" (Federación Católica Inter-diocesana), y llevó a cabo las decisiones de la Conferencia Episcopal Inter-diocesana, desempeñando papeles de comunicación y coordinación entre las diversas diócesis, órdenes religiosas y grupos misionero, cuya principal tarea era de consulta y guía sobre problemas de evangelización.
En 1948 cambia de nombre a "Catholic Kyoku Remmei". Luego, con la promulgación y ejecución de la Ley de Corporación Religiosa en 1951, se convirtió, en 1952, en "Catholic Chuo Kyogikai" (La Conferencia Católica de Japón), asumiendo un nuevo estado y función durante la posguerra. Se convirtió, así, en una corporación religiosa que abarca todas las parroquias, casas religiosas, etc. de todo Japón.

## Comisiones y comités episcopales

### Comisión Episcopal para Cuestiones Sociales
Los objetivos de la Comisión Episcopal para Cuestiones Sociales son desempeñar un papel profético en la sociedad observando cuidadosamente los signos de los tiempos y contribuir a la evangelización de la sociedad demostrando claramente la postura profética contra los eventos no evangélicos tanto dentro como fuera de la Iglesia .
Su cuerpo directivo lo conforman:
- Presidente: Bp. Sueo Hamaguchi
- Vicepresidente: Taiji Katsuya
- Miembros: Goro Matsuura, Tetsuo Hiraga, Isao Kikuchi

Otros cargos que participan de esta comisión episcopal son:
- Presidente del Consejo Católico de Justicia y Paz de Japón
- Presidente y vicepresidente de Caritas Japón
- Presidente del Comité contra la Discriminación de BURAKU a través de enfoques de derechos humanos
- Presidente de la Comisión Católica de Japón para los migrantes, Refugiados y "People on the Move"
- Presidente del Departamento de VIH / SIDA
- Obispo a cargo de la Mesa de Protección de los Derechos Humanos de las Mujeres y los Niños.